# SN 2002ax
SN 2002ax – supernowa odkryta 14 lutego 2002 roku w galaktyce A104824-0411. W momencie odkrycia miała maksymalną jasność 21,20m.